# I-9 (tàu ngầm Nhật)
I-9 là một tàu ngầm tuần dương lớp Type A (巡潜甲型潜水艦 Junsen Kō-gata sensuikan) được Hải quân Đế quốc Nhật Bản chế tạo trong giai đoạn ngay trước Chiến tranh Thế giới thứ hai. Nhập biên chế năm 1941, nó đã tham gia vào cuộc tấn công Trân Châu Cảng, tuần tra dọc bờ biển phía Tây Hoa Kỳ và hoạt động trong các Chiến dịch K, quần đảo Aleut và Guadalcanal trước khi bị tàu khu trục Hoa Kỳ USS Frazier đánh chìm ngoài khơi Kiska vào ngày 13 tháng 6, 1943.

## Thiết kế và chế tạo

### Thiết kế
Tàu ngầm Type A1 là một phiên bản của lớp Junsen 3 (J3) dẫn trước, với tầm xa hoạt động vượt trội, thiết bị hỗ trợ máy bay được cải tiến, và được trang bị để hoạt động như soái hạm của hải đội tàu ngầm. Chúng có trọng lượng choán nước 2.966 tấn (2.919 tấn Anh) khi nổi và 4.195 tấn (4.129 tấn Anh) khi lặn, lườn tàu có chiều dài 113,7 m (373 ft 0 in), mạn tàu rộng 9,5 m (31 ft 2 in) và mớn nước sâu 5,3 m (17 ft 5 in). Con tàu có thể lặn sâu đến 100 m (328 ft), và có một thủy thủ đoàn đầy đủ bao gồm 114 sĩ quan và thủy thủ.
Chiếc tàu ngầm trang bị hai động cơ diesel Kampon Mk.2 Model 10 công suất 6.200 mã lực phanh (4.623 kW), mỗi chiếc vận hành một trục chân vịt. Khi lặn, mỗi trục được vận hành bởi một động cơ điện công suất 1.200 mã lực (895 kW). Khi di chuyển trên mặt nước nó đạt tốc độ tối đa 19 hải lý trên giờ (35 km/h; 22 mph) và 8,25 hải lý trên giờ (15,28 km/h; 9,49 mph) khi lặn dưới nước, tầm xa hoạt động 16.000 hải lý (30.000 km; 18.000 mi) ở tốc độ 16 hải lý trên giờ (30 km/h; 18 mph), và có thể lặn xa 90 nmi (170 km; 100 mi) ở tốc độ 3 hải lý trên giờ (5,6 km/h; 3,5 mph).
Type A1 có sáu ống phóng ngư lôi 53,3 cm (21,0 in), tất cả được bố trí trước mũi, và mang theo tổng cộng 18 quả ngư lôi Kiểu 95. Vũ khí trên boong tàu bao gồm khẩu hải pháo 14 cm (5,5 in), và hai khẩu pháo phòng không 25 mm Type 96 nòng đôi. Không giống như Type J3 dẫn trước, hầm chứa máy bay được tích hợp vào tháp chỉ huy và hướng ra phía trước. Máy phóng máy bay được bố trí hướng ra phía trước, trong khi khẩu hải pháo trên boong đặt phía sau. Cách sắp xếp này giúp chiếc thủy phi cơ Yokosuka E14Y tận dụng tốc độ hướng ra trước của con tàu khi được phóng lên.

### Chế tạo
I-9 được đặt lườn tại Xưởng vũ khí Hải quân Kure ở Kure, Hiroshima vào ngày 25 tháng 1, 1938. Nó được hạ thủy vào ngày 20 tháng 5, 1939, rồi hoàn tất và nhập biên chế vào ngày 13 tháng 2, 1941, dưới quyền chỉ huy của Trung tá Hải quân Toyojiro Oyama.

## Lịch sử hoạt động

### 1941
Ngay khi nhập biên chế, I-9 được phối thuộc cùng Quân khu Hải quân Yokosuka, và Trung tá Hải quân Akiyoshi Fuji tiếp nhận quyền chỉ huy con tàu vào tháng 7, 1941. Khi lực lượng Hải quân Nhật Bản bắt đầu được huy động để chuẩn bị cho cuộc xung đột tại Thái Bình Dương, I-9 được điều động gia nhập Lực lượng Viễn Chinh Tiền Phương của Đệ Lục hạm đội vào tháng 11, 1941, và phục vụ như là soái hạm của Chuẩn đô đốc Tsutomu Sato, Tư lệnh Hải đội Tàu ngầm 1.
Vào ngày 21 tháng 11, với đô đốc Sato trên tàu và mang theo một thủy phi cơ Watanabe E9W ("Slim"), I-9 cùng các tàu ngầm I-15, I-17 và I-25 rời Yokosuka để hướng sang khu vực quần đảo Hawaii, tham gia Kế hoạch Z, là kế hoạch tấn công căn cứ Trân Châu Cảng của Hải quân Hoa Kỳ, mở màn cho cuộc xung đột tại Thái Bình Dương. Lúc đang trên đường đi, vào ngày 2 tháng 12, nó nhận được thông điệp từ Hạm đội Liên hợp: "Leo núi Niitaka 1208" (tiếng Nhật: Niitakayama nobore 1208), là mật lệnh cho biết chiến sự với Khối Đồng Minh sẽ bắt đầu vào ngày 8 tháng 12 (theo giờ Nhật Bản, tức ngày 7 tháng 12 tại Hawaii bên kia đường đổi ngày).

#### Chuyến tuần tra thứ nhất - Trận Trân Châu Cảng
Vào đúng ngày 7 tháng 12, I-9 bắt đầu tuần tra tại khu vực phía Bắc Oahu; Nó được lệnh tấn công mọi tàu bè xuất phát từ Trân Châu Cảng trong và sau cuộc tấn công, vốn được lên kế hoạch vào sáng ngày hôm đó. Vào ngày 11 tháng 12, I-9 trồi lên mặt nước ở vị trí 700 nmi (1.300 km) về phía Đông Bắc Oahu để tấn công bằng hải pháo chiếc tàu buôn Hoa Kỳ SS Lahaina, đang trên đường vận chuyển rỉ đường và sắt vụn đến Hawaii. Sau khi I-9 bắn phát súng cảnh báo, thủy thủ đoàn của Lahaina phát tín hiệu cầu cứu rồi bỏ tàu. I-9 áp sát Lahaina và nả 25 phát đạn pháo 14-cm, khiến cấu trúc thượng tầng của mục tiêu bốc cháy, rồi rời khỏi khu vực. Lahaina chỉ lật úp và đắm lúc 12 giờ 30 phút ngày hôm sau tại tọa độ 27°42′B 147°38′T / 27,7°B 147,633°T; bốn thủy thủ của Lahaina đã thiệt mạng, và có 30 người khác sống sót và đến được Kahului, Maui vào ngày 21 tháng 12.
Vào ngày 13 tháng 12, Đại bản doanh Nhật Bản ra lệnh cho các tàu ngầm thuộc Đệ Lục hạm đội tiến hành bắn phá dọc vùng bờ Tây Hoa Kỳ. Do đó Phó đô đốc Mitsumi Shimizu, tư lệnh Đệ Lục hạm đội, điều động I-9 cùng với I-10, I-15, I-17, I-19, I-21, I-23, I-25 và I-26, mỗi chiếc sẽ bắn 30 quả đạn pháo xuống các mục tiêu dọc bờ Tây vào chiều tối ngày 25 tháng 12, dưới sự chỉ huy chung của Chuẩn đô đốc Sato bên trên I-9. I-9 đi đến khu vực tuần tra được chỉ định ngoài khơi mũi Blanco, Oregon vào ngày 19 tháng 12. Vào ngày 22 tháng 12, Đô đốc Yamamoto Isoroku, Tổng tư lệnh Hạm đội Liên hợp, ra lệnh trì hoãn đợt bắn phá cho đến ngày 27 tháng 12, và vào ngày 22 tháng 12, I-9 rời khu vực tuần tra tại Oregon để hướng sang vùng biển đảo Guadalupe ngoài khơi bờ biển phía Tây của bán đảo Baja California thuộc Mexico. Đến ngày 27 tháng 12, Chuẩn đô đốc Sato hủy bỏ kế hoạch bắn phá vì hầu hết các tàu ngầm tham gia bị thiếu hụt nhiên liệu; vì vậy I-9 kết thúc chuyến tuần tra và về đến Kwajalein thuộc quần đảo Marshall vào ngày 1 tháng 1, 1942.

### 1942

#### Chuyến tuần tra thứ hai - Chiến dịch K1
Vào ngày 1 tháng 2, 1942, máy bay xuất phát từ tàu sân bay Hoa Kỳ USS Enterprise đã tiến hành không kích xuống Kwajalein, và hai giờ sau đó Bộ tư lệnh Đệ Lục hạm đội ra lệnh cho Hải đội Tàu ngầm 1 xuất phát để truy tìm và tấn công Enterprise. I-9 khởi hành từ cùng ngày hôm đó để tiến hành chuyến tuần tra thứ hai, mang theo một thủy phi cơ Watanabe E9W1. Đang khi tuần tra vào ngày 5 tháng 2, nó được chọn để hỗ trợ cho Chiến dịch K1, một kế hoạch tấn công Trân Châu Cảng sử dụng hai thủy phi cơ Kawanishi H8K của Hải quân Nhật Bản xuất phát từ đảo Wotje thuộc quần đảo Marshall. Sau khi ghé đến bãi cạn Frigate Pháp thuộc quần đảo Tây Bắc Hawaii, chúng sẽ được tiếp nhiên liệu từ các tàu ngầm I-15, I-19 và I-26 trước khi tấn công Trân Châu Cảng cách 500 nmi (930 km) về phía Đông Nam. Tàu ngầm I-23 sẽ tuần tra phía Nam Hawaii để trinh sát thời tiết cũng như tìm kiếm và giải cứu nếu các thủy phi cơ buộc phải hạ cánh; trong khi đó I-9 sẽ hoạt động ở khoảng giữa Wotje và bãi cạn Frigate Pháp, đóng vai trò cột mốc vô tuyến dẫn đường cho chặng đầu của chuyến bay.
I-9 đi đến khu vực hoạt động khoảng 200 nmi (370 km) về phía Nam Hawaii vào ngày 7 tháng 2, và đến ngày 23 tháng 2, đã cho phóng chiếc thủy phi cơ E9W1 của nó nhằm trinh sát trên không bên trên Trân Châu Cảng. Đội bay không thể nhận dạng tàu bè trong cảng do tầm nhìn kém, và khi quay trở lại I-9 trong quá trình thu hồi cả hai cánh chiếc máy bay E9W1 đều bị hư hại. Vào ngày 28 tháng 2, I-9 lên đường đi sang khu vực hỗ trợ cho Chiến dịch K-1, đi đến "Điểm M" tại tọa độ 19°00′B 174°20′T / 19°B 174,333°T vào ngày 1 tháng 3, nơi nó đóng vai trò chuyển tiếp liên lạc và cột mốc vô tuyến dẫn đường cho các máy bay. Hai chiếc thủy phi cơ H8K bay đến bãi Frigate Pháp vào ngày 4 tháng 3, và sau khi được tiếp nhiên liệu đã bay đến đảo Oahu, ném tám quả bom 250 kg (551 lb) xuống Honolulu vào ngày 5 tháng 3, gây ra một ít hư hại nhưng không có thương vong, trước khi bay trở lại quần đảo Marshall. I-9 sau đó quay trở về Nhật Bản, về đến Yokosuka vào ngày 21 tháng 3.

#### Chuyến tuần tra thứ ba - Chiến dịch quần đảo Aleut
Sau khi nhận lên tàu một thủy phi cơ Yokosuka E14Y1, I-9 khởi hành từ Yokosuka vào ngày 15 tháng 5 để hỗ trợ cho Chiến dịch AL, kế hoạch xâm chiếm khu vực phía Tây quần đảo Aleut. Sau khi ghé đến căn cứ Ōminato từ ngày 17 đến ngày 19 tháng 5, nó lại lên đường, và được điều về Lực lượng Quân khu Bắc vào ngày 20 tháng 5. Sang ngày hôm sau, Hải đội Tàu ngầm 1, bao gồm I-9, I-15, I-17, I-19, I-25 và I-26, được lệnh trinh sát chuẩn bị khu vực quần đảo Aleut. Lúc sáng sớm ngày 24 tháng 5, thủy phi cơ E14Y của I-9 đã trinh sát trên không các đảo Kiska và Amchitka; tổ bay khuyến cáo vũng Reynard là nơi thích hợp để đổ bộ lên Kiska, cũng như không tìm thấy sân bay tại Amchitka. Trong đợt trinh sát các đảo Adak và Kanaga vào sáng sớm ngày 26 tháng 5, họ phát hiện một lực lượng nhỏ đồn trú trên đảo Adak.
Đến ngày 29 tháng 5, I-9 hỗ trợ từ xa cho lực lượng Nhật Bản được tập trung chung quanh các tàu sân bay Junyō và Ryūjō khi họ tiếp cận quần đảo Aleut. Sau khi lực lượng Nhật Bản chiếm đóng đảo Attu vào ngày 5 tháng 6 mà không bị kháng cự, I-9 tham gia tuyến tuần tra ngoài khơi quần đảo Aleut. Đến ngày 7 tháng 6, phía Nhật Bản tiếp tục đổ bộ chiếm đóng Kiska, và sang ngày hôm sau tuyến tuần tra tàu ngầm chuyển đến khu vực đảo Kodiak. Sang ngày 15 tháng 6, thủy phi cơ của I-9 đã trinh sát trên không căn cứ không lực hải quân trên đảo Kodiak, trong khi bản thân chiếc tàu ngầm tấn công hai tàu buôn gần Kodiak nhưng không thành công. Đến ngày 19 tháng 6, nó tấn công bằng hải pháo tàu vận tải Lục quân Hoa Kỳ USAT General W. C. Gorgas trong vịnh Alaska tại tọa độ 56°17′B 146°46′T / 56,283°B 146,767°T, gây hư hại cho đối thủ. I-9 được điều về Lực lượng Tiền phương vào ngày 30 tháng 6, nên nó rời khu vực để quay trở về Nhật Bản, về đến Yokosuka vào ngày 7 tháng 7.

#### Chuyến tuần tra thứ tư - Chiến dịch Guadalcanal
Chiến dịch Guadalcanal bắt đầu vào ngày 7 tháng 8, khi lực lượng Thủy quân Lục chiến Hoa Kỳ đổ bộ lên Guadalcanal, Tulagi, đảo Florida, Gavutu và Tanambogo ở phía Đông Nam quần đảo Solomon. Với Chuẩn đô đốc Shigeaki Yamazaki, tư lệnh Hải đội Tàu ngầm 1 trên tàu, I-9 cùng các tàu ngầm I-15, I-17, I-19 và I-26 khởi hành từ Yokosuka vào ngày 15 tháng 8. Nó gia nhập Đơn vị Tuần tra "A" ngoài khơi đảo San Cristóbal ờ phía Đông Nam quần đảo Solomon vào ngày 23 tháng 8.
Trong khuôn khổ Trận chiến Đông Solomon bắt đầu từ ngày 24 tháng 8, tàu khu trục USS Grayson, đang khi hộ tống cho Lực lượng Đặc nhiệm 11 Hoa Kỳ vào ngày 25 tháng 8, đã phát hiện một mục tiêu lúc 11 giờ 43 phút ở khoảng cách 12 nmi (22 km) về phía Tây Nam. Hai phút sau đó nó xác định mục tiêu là tháp chỉ huy của một tàu ngầm đang đi ngầm dưới nước, chính là chiếc I-9. Từ 12 giờ 23 phút đến 13 giờ 47 phút, Grayson lần lượt thả bốn lượt mìn sâu tấn công, và một máy bay ném bom bổ nhào Douglas SBD Dauntless xuất phát từ tàu sân bay USS Wasp cũng tham gia bắn phá, nhưng I-9 đã cơ động quyết liệt và né tránh được. Sau khi tàu khu trục USS Patterson đi đến hiện trường, Grayson thả lượt mìn sâu thứ năm gần bên I-9, khiến chiếc tàu ngầm chịu đựng một số hư hại, rò rỉ thùng nhiên liệu, giảm tốc độ còn 4 kn (7,4 km/h) và chìm xuống đến độ sâu 440 ft (134 m).
Patterson thả lượt mìn sâu đầu tiên tiếp tục tấn công lúc 14 giờ 18, nhưng nó không dò được mục tiêu qua sonar do nhiễu động bởi lượt tấn công cuối cùng của Grayson. Sau khi tàu khu trục USS Monssen đi đến trợ giúp lúc 14 giờ 38 phút, Patterson dò được tiến hiệu của I-9 qua sonar lúc 14 giờ 40 phút, và vài phút sau đó trinh sát viên trên tàu trông thấy chiếc tàu ngầm trên mặt nước, và một máy bay Dauntless cũng phát hiện và thả phao đánh dấu vị trí. Patterson và Monssen, mỗi chiếc đã tấn công thêm một lượt mìn sâu, và sau khi quan sát thấy bọt nước và vệt dầu loang trồi lên mặt nước, họ tin rằng đã đánh chìm được mục tiêu nên rời khỏi khu vực. Tuy nhiên I-9 đã sống sót qua đợt tấn công, và trồi lên mặt nước hai giờ sau khi lượt tấn công cuối cùng bằng mìn sâu kết thúc. Chiếc tàu ngầm bị hư hại cả hai kính tiềm vọng và bộ thu phát vô tuyến tạm thời bị hỏng. Sau khi Chuẩn đô đốc Yamazaki báo cáo thiệt hại của I-9, con tàu được lệnh rút lui về căn cứ Truk tại khu vực quần đảo Caroline, đến nơi vào ngày 30 tháng 8.

#### Chuyến tuần tra thứ năm
Sau khi được sửa chữa tại Truk cặp bên mạn tàu sửa chữa Urakami Maru, I-9 lên đường vào ngày 8 tháng 9 cho chuyến tuần tra thứ năm tại khu vực Đông Nam Guadalcanal. Nó được điều về Đơn vị Tuần tra "B" từ ngày 15 tháng 9, và vào ngày này đã phát hiện nhiều tàu vận tải Đồng Minh. Đến ngày 23 tháng 9, nó truy đuổi một tàu vận tải được một tàu khu trục Đồng Minh hộ tống, nhưng không thành công. Chiếc tàu ngầm rời khu vực tuần tra vào ngày 1 tháng 10, và về đến căn cứ Truk vào ngày 6 tháng 10.

#### Chuyến tuần tra thứ sáu
Sau khi Bộ chỉ huy Hải đội Tàu ngầm 1 chuyển lên bờ tại Truk từ ngày 13 tháng 10, I-9 lại khởi hành từ căn cứ này vào ngày 16 tháng 10 cho chuyến tuần tra thứ sáu, mang theo một thủy phi cơ Yokosuka E14Y1, để hoạt động ở khu vực Đông Nam quần đảo Solomon. Nó được điều về Đơn vị Tuần tra "B" từ ngày 31 tháng 10, rồi được lệnh trinh sát Nouméa thuộc quần đảo New Caledonia. Chiếc E14Y1 của I-9 đã bay trinh sát bên trên sân bay và cảng Nouméa, phát hiện một tàu sân bay, ba tàu tuần dương và một số tàu nhỏ trong cảng. Đến ngày 7 tháng 11, I-9 được cho tách khỏi Đơn vị Tuần tra "B" để trinh sát trên không Espiritu Santo thuộc quần đảo New Hebrides. Chiếc thủy phi cơ của nó lại bay trinh sát bên trên Espiritu Santo vào ngày 12 tháng 11, nhưng thời tiết mây mù dày đặc khiến nó không thể phát hiện mục tiêu nào. I-9 kết thúc chuyến tuần tra và đi đến quần đảo Shortland vào ngày 19 tháng 11.

### 1943

#### Tiếp liệu đến Guadalcanal
Trước đó vào giữa tháng 11, Đệ Lục hạm đội nhận được chỉ thị từ Đô đốc Yamamoto Tổng tư lệnh Hạm đội Liên hợp nhiệm vụ tiếp tế cho Tập đoàn quân 17 đang cầm cự tại Guadalcanal. Được chọn cho nhiệm vụ này, tại Shortland, I-9 chất lên tàu 32 tấn lương thực và đạn dược, rồi lên đường vào ngày 24 tháng 11 để hướng sang Guadalcanal. Nó đi đến ngoài khơi vịnh Kamimbo tại bờ biển phía Tây Bắc Guadalcanal vào ngày 26 tháng 11, cho chất dỡ hàng tiếp liệu rồi lên đường ngay lập tức để quay trở về Truk, đến nơi vào ngày 1 tháng 12. Đến cuối tháng 12, chiếc tàu ngầm lại rời Truk để đi sang Shortland, ghé lại đây từ ngày 2 đến ngày 4 tháng 1, 1943, chất lên tàu 21 tấn lương thực trong các thùng cao su trước khi thực hiện chuyến đi tiếp liệu thứ hai sang Guadalcanal. Nó chất dỡ hàng hóa tại vịnh Kamimbo vào ngày 6 tháng 1, rồi quay trở lại Shortland hai ngày sau đó. I-9 lại lên đường từ Shortland vào ngày 10 tháng 1 cho chuyến đi tiếp liệu thứ ba, nhưng khi đi đến ngoài khơi Guadalcanal vào ngày 12 tháng 1, nó không thể chất dỡ hàng hóa tại vịnh Kamimbo vì khu vực này đang bị các xuồng tuần tra phóng lôi Đồng Minh càn quét.
Chuyến đi tiếp liệu thứ tư của I-9 sang Guadalcanal cũng không thành công. Nó khởi hành từ Shortland vào ngày 16 tháng 1, mang theo các thùng cao su chứa hàng tiếp liệu ngoài khơi vịnh Kamimbo, nhưng đã không thể thả chúng xuống nước khi đến nơi hai ngày sau đó, nên phải quay trở lại Shortland vào ngày 20 tháng 1. Nó lại lên đường vào ngày 22 tháng 1 cho chuyến đi tiếp liệu thứ năm, mang theo 18 tấn hàng tiếp liệu trong 120 thùng, và đã thả xuống nước được 80 thùng tại vịnh Kamimbo vào ngày 25 tháng 1, trước khi bị các xuồng tuần tra phóng lôi Đồng Minh quấy rối, và về đến Shortland hai ngày sau đó. Chuyến đi tiếp liệu thứ sáu của I-9 bắt đầu từ ngày 28 tháng 1, khi nó xuất phát từ Shortland và đã thả thành công toàn bộ hàng tiếp liệu ngoài khơi Kamimbo vào ngày 30 tháng 1, tuy nhiên xuồng tuần tra phóng lôi Đồng Minh đã đi đến nơi và đánh chìm toàn bộ các thùng cao su trước khi lực lượng Nhật Bản trên bờ kịp vớt chúng. I-9 quay trở về Shortland vào ngày 1 tháng 2.
Sau đó trong Chiến dịch Ke, phía Nhật Bản cho triệt thoái toàn bộ lực lượng còn lại khỏi Guadalcanal, hoàn tất vào ngày 8 tháng 2. Trong thời gian đó, I-9 khởi hành từ Shortland vào ngày 1 tháng 2 để quay trở về Nhật Bản, ghé đến căn cứ Truk qua đêm 4-5 tháng 2, và về đến Yokosuka vào ngày 12 tháng 2. Nó chuyển đến Kobe vào ngày 20 tháng 2, và đi vào xưởng tàu của hãng Kawasaki để sửa chữa. Trong khi I-9 ở lại Nhật Bản, tàu ngầm Hoa Kỳ tấn công một tàu ngầm ngoài khơi Truk mà Tunny nhận định nhầm là I-9, nhưng có khả năng là chiếc I-16.

#### Chiến dịch quần đảo Aleut
Vào ngày 12 tháng 5, I-9 được điều sang Lực lượng Quân khu Bắc, và ghé đến Kure trong các ngày 12 và 13 tháng 5, rồi đi đến Yokosuka vào ngày 16 tháng 5. Trước đó từ ngày 11 tháng 5, lực lượng Đồng Minh bắt đầu phản công tại khu vực Bắc Thái Bình Dương, khi Lực lượng Đặc nhiệm 16 dưới quyền Chuẩn đô đốc Thomas C. Kinkaid cho đổ bộ các sư đoàn 4 và 7 nhằm tái chiếm đảo Attu thuộc quần đảo Aleut. Đứng trước nguy cơ thất bại toàn diện, vào ngày 21 tháng 5, Đại bản doanh Nhật Bản quyết định bỏ Attu và cho triệt thoái toàn bộ lực lượng khỏi đảo Kiska lân cận. Để hỗ trợ cho hoạt động này, I-9 khởi hành từ Yokosuka vào ngày 23 tháng 5 để đi sang Paramushiro thuộc quần đảo Kuril.
Sau khi ghé lại Paramushiro từ ngày 27 đến ngày 29 tháng 5, I-9 lên đường hướng sang đảo Kiska với 17 tấn đạn dược và hai tấn thực phẩm. Trên đường đi, vào ngày 1 tháng 6, một tàu khu trục đối phương đã truy đuổi nó trong ba giờ trong biển Bering ngoài khơi đảo Agattu, nhưng nó ến được Kiska an toàn vào ngày hôm sau. Sau khi đón lên tàu 55 nhân sự Hải quân, 10 binh lính Lục quân và 10 công nhân dân sự, nó lên đường ngay ngày hôm đó và về đến Paramushiro vào ngày 8 tháng 6. Đến ngày 10 tháng 6, I-9 khởi hành từ Paramushiro cho chuyến đi tiếp liệu thứ hai đến Kiska, với mệnh lệnh cho triệt thoái nhân sự thuộc căn cứ tàu ngầm bỏ túi tại đây. Chiếc tàu ngầm sau đó mất tích.

#### Bị mất
Vào ngày 13 tháng 6, tàu khu trục Hoa Kỳ USS Frazier (DD-607) đang tuần tra tại bờ biển Kiska trong hoàn cảnh sương mù dày đặc, ở vị trí 15 nmi (28 km) ngoài khơi Sirius Point lúc 17 giờ 58 phút, khi nó phát hiện qua radar I-9 đang đi trên mặt biển ở khoảng cách 6.900 yd (6.309,36 m). Frazier tiếp cận mục tiêu với tốc độ 20 kn (37 km/h), và dò được mục tiêu qua sonar. Một trinh sát viên của Frazier phát hiện kính tiềm vọng đối thủ ở khoảng cách 100 thước Anh (91 m) lúc 20:09. Frazier tấn công bằng hải pháo, một phát bắn trúng kính tiềm vọng đối phương. Sau đó nó tiếp tục thả một lượt mìn sâu, phát hiện nhiều bọt khí, dầu diesel và mảnh vỡ trồi lên mặt biển. Chiếc tàu khu trục thả thêm hai lượt mìn sâu để chắc chắn mục tiêu đã bị phá hủy. I-9 bị mất với tổn thất nhân mạng toàn bộ tại vị trí về phía Tây Bắc Kiska, tại tọa độ 52°08′B 177°03′Đ / 52,133°B 177,05°Đ.
Vào ngày 15 tháng 6, Hải quân Nhật Bản công bố I-9 có thể đã bị mất ngoài khơi Kiska với tổn thất toàn bộ 101 thành viên thủy thủ đoàn. Tên nó được cho rút khỏi đăng bạ hải quân vào ngày 1 tháng 8, 1943.
Sau chiến tranh, tác giả Samuel Eliot Morison trong History of United States Naval Operations in World War II nhận định sai rằng Frazier đã đánh chìm tàu ngầm I-31 ngoài khơi Kiska vào ngày 13 tháng 6, 1943. Thực ra Frazier đã đánh chìm I-31 trước đó vào ngày 12 tháng 5, 1943 tại địa điểm ngoài khơi đảo Attu. Mặc khác, nguồn Dictionary of American Naval Fighting Ships cho rằng Frazier tấn công hai mục tiêu khác nhau ngoài khơi Kiska trong ngày 10-11 tháng 6, nhưng không biết chắc kết quả.